# Ступаківка
Ступакі́вка — село в Україні, в Прилуцькому районі Чернігівської області. Населення становить 283 осіб. Входить до складу Ічнянської міської громади.

## Географія
Село Ступаківка знаходиться на правому березі річки Смош, вище за течією на відстані 1,5 км розташоване село Іржавець,
нижче за течією на відстані 0,5 км розташоване село Зінченкове. По селу протікає пересихаючий струмок з загатою.

## Історія
Село з 1649 по 1781 рік входило до складу Іваницької сотні Прилуцького полку Гетьманщини.
Станом на 1800 рік проживало 369 податкових душ.
В середині ХІХ ст. село Ступаківка відносилося до Іваницької волості Прилуцького повіту Полтавської губернії.. 1859 року мало 125 дворів, де проживало 646 жителів.
У селі церковнопарафіяльну школу було відкрито в 1882 р., а в 1881 р. миряни спорудили для неї приміщення. Школа мала попечителів, останній серед них - козак Данило Зоц. Із 1914 р. школу очолив о. Олександр Чачков. У 1916 р. в школі навчалися 69 хлопчиків та 35 дівчаток.
До 2017 року орган місцевого самоврядування — Ступаківська сільська рада.

## Населення

### Мова
Розподіл населення за рідною мовою за даними перепису 2001 року:
| Мова       | Відсоток |
| ---------- | -------- |
| українська | 98,59%   |
| російська  | 1,41%    |